# Juan Carlos Sistos
Juan Carlos Sistos Belmonte (* 23. März 1992 in Lázaro Cárdenas) ist ein mexikanischer Autorennfahrer. Er startete von 2010 bis 2012 in der European F3 Open.

## Karriere
Sistos begann seine Motorsportkarriere 2003 im Kartsport. 2006 wechselte er in den Formelsport. Er startete in der Skip Barber Mid Western Regional Series, einer regionalen Formelserie aus den Vereinigten Staaten. 2007 nahm er an zwei Regionalserien der Skip Barber und an der Skip Barber National Championship teil. In der nationalen Meisterschaft wurde er Elfter. Zudem fuhr er in der Formel Renault 2.0 Panam GP Series. 2008 ging Sistos in der LATAM Challenge Series an den Start. Mit einer Podest-Platzierung erreichte er den neunten Platz in der Meisterschaft.
2009 wechselte Sistos nach Europa. Er trat für verschiedene Teams in der Euroseries 3000 an. Mit einem vierten Platz als bestes Resultat wurde er Achter in der Fahrerwertung. Zudem nahm er an der Wintertrophäe der italienischen Formel 2000 Light teil. 2010 erhielt Sistos ein Cockpit bei Emiliodevillota Motorsport in der European F3 Open. Ein dritter Platz beim Saisonfinale war sein bestes Ergebnis und er wurde Gesamtneunter. Damit unterlag er intern seinem Teamkollegen Fernando Monje, der den sechsten Platz erzielt hatte. Darüber hinaus startete er bei sechs Rennen der britischen Formel-3-Meisterschaft in der nationalen Klasse. 2011 blieb Sistos bei Emiliodevillota Motorsport in der European F3 Open. Mit regelmäßigen Punkteplatzierungen, vier Podest-Platzierungen und einem zweiten Platz als bestes Resultat verbesserte er sich auf den vierten Platz in der Fahrerwertung. Außerdem ging er bei vier Rennen der italienischen Formel Renault an den Start. 2012 bestritt Sistos seine dritte Saison in der European F3 Open für Emiliodevillota Motorsport. Bereits beim Saisonauftakt gewann er sein erstes Rennen. Am Saisonende belegte Sistos, der bei keinem weiteren Rennen auf dem Podest stand den siebten Platz in der Fahrerwertung. Darüber hinaus nahm er für Zele Racing an einem Rennwochenende der Auto GP World Series, der ehemaligen Euroseries 3000, teil.

## Karrierestationen
| - 2006: Skip Barber Mid Western Regional Series (Platz 8) - 2007: Skip Barber National Championship (Platz 11) - 2007: Skip Barber Southern Regional Series (Platz 14) - 2007: Skip Barber Mid Western Regional Series (Platz 36) - 2007: Formel Renault 2.0 Panam GP Series | - 2008: LATAM Challenge Series (Platz 9) - 2009: Euroseries 3000 (Platz 8) - 2010: European F3 Open (Platz 9) - 2010: Britische Formel 3, national (Platz 3) - 2011: European F3 Open (Platz 4) | - 2011: Italienische Formel Renault (Platz 27) - 2012: European F3 Open (Platz 7) - 2012: Auto GP (Platz 23) |